# Provincia de Papúa
Papúa es una provincia de Indonesia que comprende la mayor parte de la mitad oeste de la isla de Nueva Guinea y algunas islas cercanas (véase también Nueva Guinea Occidental). La provincia originalmente cubría completamente la parte occidental de Nueva Guinea, pero en el 2003, la porción oeste de la provincia, formada por las penínsulas de Doberai y Bomberai e islas adyacentes, fue declarada por el Gobierno Indonesio como una provincia separada, llamada Irian Jaya Occidental hasta 2007, y desde entonces se llama Papúa Occidental. La legalidad de esta separación ha estado en disputa debido a la condición especial de autonomía que posee Papúa. Al comienzo del año 2006 todavía no se solucionaba la condición de la provincia de Irian Jaya Occidental.
Papúa es el nombre oficial, tanto para Indonesia como para el ámbito internacional, de la provincia. Durante el periodo colonial, la región era conocida como Nueva Guinea Holandesa. La provincia fue conocida como Irian Barat, en español algo así como Irian Occidental, desde 1969 hasta 1973, y a partir de ese año renombrada como Irian Jaya (lo que en español se traduce como Gloriosa Irian), por Suharto. Ese fue el nombre oficial hasta que Papúa fue adoptado en el 2002. Hoy en día los nativos de esa provincia prefieren llamarse a sí mismos papúes antes que irianeses. Esto puede deberse a la etimología de la palabra Irian, que se identifica con el acrónimo Ikut Republik Indonesia, Anti Nederland (seguidores de la República de Indonesia, que rechazan a los Países Bajos).
El nombre Papúa Occidental es usado por los papúes separatistas y usualmente se refieren a toda la porción Indonesia de Nueva Guinea. En lo que respecta a la otra provincia indonesia que comparte Nueva Guinea, Irian Jaya Occidental, se está renombrando a sí misma como "Papúa Occidental"

## Gobierno
La provincia de Papúa es gobernada por un gobernador elegido directamente, actualmente (2007) es Barnabas Suebu, y por una legislatura regional, DPRP (Dewan Perwakilan Rakyat Papua). La única organización gubernamental que sólo existe en Papúa es el MRP (Majelis Rakyat Papua / Consejo Papuano) que fue formado por el Gobierno Indonesio en 2005 como una coalición de jefes tribales papuanos, lo que da continuidad a las costumbres tribales de Papúa.
La opinión internacional es controvertida con respecto a la gobernación Indonesia de Papúa. Algunas naciones consideran que Indonesia representa una autoridad legitima con gente dispuesta, sin embargo otros piensan en un colonialismo. La franca expresión de opiniones es complicada por la delicada relación que tienen muchas naciones con Indonesia. El independentista Movimiento Papúa Libre se esfuerza por la instauración de la República de Papúa Occidental. Como en el resto del país, la gobernación es fuerte y centralizada desde Yakarta. Papúa fue el mayor beneficiario de un proceso de descentralización comenzado en 1999 y un Estado Especial de Autonomía, introducido el 2002. La medidas incluyen la formación del MRP y la redistribución de ingresos. Sin embargo, la implementación de las medidas para el Estado Especial de Autonomía han sido criticadas por muchos como insatisfactorio.
En 1999 se propuso convertir la provincia en tres sectores de gobierno controlados, encendiendo los ánimos de las protestas en Papúa —ver artículo externo (en inglés)—. En enero de 2003, el presidente Megawati Sukarnoputri firmó una orden dividiendo Papúa en tres provincias: Irian Jaya Tengah (Irian Jaya Central), Papúa o Irian Jaya Timur (Irian Jaya Oriental), e Irian Jaya Barat (Irian Jaya Occidental). La formalidad de instalar una gobernación local desde Yakarta en Irian Jaya Barat (Occidental) tomó lugar en febrero de 2003 y un gobernador fue designado en noviembre; la designación de un gobernador para Irian Jaya Tengah (Central) fue retrasada desde agosto de 2003 debido a violentas protestas locales. La creación de esa provincia central separada fue bloqueada por las cortes indonesias, que declararon anticonstitucional y contrario al acuerdo de Autonomía Especial de Papúa. La división previa en dos provincias fue permitida por estar basada en un establecimiento de facto. (King, 2004, p. 91)
En enero de 2006, 43 refugiados llegaron a las costas de Australia y dijeron que la milicia indonesia estaba llevando a cabo un genocidio en Papúa. Fueron transportados a una instalación australiana de detención de la inmigración en la isla de Navidad, 360 kilómetros de sur del extremo occidental de Java. El 23 de marzo de 2006, el gobierno australiano concedió visas temporales a 42 de los 43 buscadores del asilo. Un día después Indonesia retiró a su embajador en Australia.

## Regiones
La estructura regional de Indonesia, divide cada una en regencias (Kabupaten) y subdistritos dentro de ellas (Kecamatan). Aunque los nombres y las áreas del control de estas estructuras regionales pueden variar en un cierto plazo de acuerdo con requisitos de población, el 2005 en la provincia de Papúa consistió en 19 regencias. 
Las regencias son: Asmat; Biak-Numfor; Boven Digoel; Jayapura; Jayawijaya; Keerom; Mappi; Merauke; Mimika; Nabire; Paniai; Pegunungan Bintang; Puncak Jaya; Sarmi; Supiori; Tolikara; Waropen; Yahukimo y Yapen Waropen. Además de ellas, la ciudad de Jayapura tiene también el estado de regencia.
Jayapura, fundada el 7 de marzo de 1910 como Hollandia, era ya en 1962 una ciudad desarrollada, con servicios civiles, educativos, y médicos modernos. Desde que Indonesia posee la administración de la ciudad, estos servicios han sido substituidos por equivalentes indonesios tales como el TNI (ejército) que substituía al batallón de Papúa. El nombre de la ciudad ha ido cambiando a lo largo del siglo XX, pasando de ser Kotabaru o Sukarnopura hasta, finalmente, su nombre oficial actual. Entre la etnia papúa también se la conoce como Puerto Numbai, el nombre que tenía antes de la llegada de inmigrantes.
Jayapura es una gran ciudad, organizando una pequeña pero activa industria de turismo. El campus de la Universidad de Cenderawasih (UNCEN) en Abepura, contiene el museo de la universidad. La playa de Tanjung Ria, próxima al mercado en el Hamadi —lugar de la invasión aliada el 22 de abril de 1944 durante la Segunda Guerra Mundial y sede de las jefaturas de la Segunda Guerra Mundial del general Douglas MacArthur en Ifar Gunung tiene monumentos que conmemoran dichos acontecimientos.

## Geografía
Una cordillera de 1.600 km, que atraviesa la provincia en dirección este-oeste, domina la geografía de Nueva Guinea. La sección más occidental tiene cerca de 600 km de largo y 100 km de ancho. La provincia contiene las montañas más altas entre los Himalayas y los Andes, alcanzando los 4.884 de alto, asegurando una fuente constante de lluvia de la atmósfera tropical. Línea de forestación está alrededor de los 4.000 m de elevación y los picos más altos contienen glaciares ecuatoriales permanentes, aunque se están derritiendo debido al calentamiento global. Existen algunas montañas más pequeñas al norte y al oeste del cordón central. Excepto en elevaciones altas, la mayoría de las áreas poseen un clima húmedo caliente a través del año, con una cierta variación estacional asociada al monzón.
La tercera característica principal del hábitat son las extensas tierras bajas meridionales y norteñas. Existiendo por centenares de kilómetros, alberga la selva tropical, los humedales, la sabana, y algunos de los manglares más extensos del mundo. Las tierras bajas meridionales constituyen el sitio del parque nacional de Lorentz, reconocido por la Unesco como un patrimonio de la humanidad.
El río Mamberamo, o algunas veces llamado "Río Amazonas de Papúa" es el río más largo de la provincia, que corre a través de la parte norte de ella. El resultado es una gran área de lagos y ríos conocida como la región de los Lagos Llanos. El famoso Valle Baliem, hogar del grupo étnico dani es una meseta de 1.600 m sobre el nivel del mar en la zona media del cordón montañoso; Puncak Jaya, algunas veces conocido por su nombre holandés Pirámide Carstensz, es una montaña, con su característica cima cubierta de niebla, de piedra caliza que alcanza los 4.884 m sobre el nivel del mar.

## Tribus
Las siguientes son algunas de las más reconocidas tribus de Papúa:
- Amungme
- Asmat
- Bauzi
- Dani
- Kamoro
- Kombai
- Korowai
- Mée
- Sentani
- Yali

## Demografía
La población de la provincia de Papúa y de la provincia vecina Papúa Occidental, alcanzó el 2005 un total de 2.646.489 personas, contabilizándose cuando aún estaba bajo la misma administración Desde el comienzo del siglo XX, Papúa ha tenido una gran tasa de crecimiento de población, en comparación con las otras provincias de Indonesia, sobre el 3% anual. Es en parte el resultado de una gran tasa de natalidad pero también de la inmigración desde otras regiones de Indonesia.
De acuerdo al censo del año 2000, el 78% de los papuanos se identifica como cristiano, de ellos un 54% son protestantes y un 24% católicos, el 21% de la población es musulmán y menos del 1% es budista o hindú. Existe una práctica abundante del animismo de parte de los papuanos, aunque no es aceptado por el gobierno Indonesio de acuerdo al Pancasila.

## Ecología
En una selva tropical de vital importancia con los árboles tropicales más altos y una vasta biodiversidad, la fauna conocida de Papúa incluye marsupiales (incluyendo posums, walabíes, tree-kangaroos, cuscuses), otros mamíferos (incluyendo el Equidna, en peligro de extinción), muchas especies de aves (incluyendo aves del paraíso, casuarios, loros, cacatúas), los lagartos más grandes del mundo (monitor de Papúa) y las mariposas más grandes del mundo.
Se ha estima que la isla alberga a 16.000 especies de plantas, 124 géneros de ellas son endémicos.
La extensa red de agua y pantanos es el hogar del cocodrilo de aguas dulce y salada, de los monitores de árboles, de zorros voladores, de la águila pescadora, murciélagos y otros animales; mientras los campos de glaciares ecuatoriales permanecen casi inexplorados.
En febrero de 2006, un equipo de científicos exploraron las montañas Foja, sarmi, descubriendo numerosas especies de aves, mariposas, anfibios y plantas, incluyendo una especie de rododendro que tiene la flor más grande de todo el género.
Las amenazas ecológicas incluyen deforestación desmedida del bosque para la agricultura, (especialmente la palma de aceite), la introducción y extensión de especies no nativas que pueden depredar la flora y fauna como el el macaco cangrejero compite por las presas con otras especies, el comercio ilegal de especies, la contaminación, con aceite y operaciones mineras, del agua.
Los ancestrales bosques tropicales de Papúa se han puesto recientemente bajo amenaza después de que el gobierno chino haya colocado una orden de mil millones dólares o 800.000 metros cúbicos del amenazado Merbau, que se utilizará en las construcciones para las Olimpiadas del 2008 

### Ecología
- La deforestación de Irian Jaya, 1994
- Amenazas de la fauna de Nueva Guinea, 2 de octubre de 2001, Wall Street Journal (archivo en inglés)
- Un artículo de Biodiversidad (en inglés)
- Estudio acerca de los humedales (en inglés)

- Datos: Q5095
- Multimedia: Papua (province) / Q5095